# Вечеслав Тумір
Преподобний отець Вечеслав Тумір (хорв. Većeslav Tumir; нар. 1 липня 1977, Осієк) — ватиканський дипломат. Тимчасовий Повірений у справах Апостольської Нунціатури в Україні у 2011 році.

## Біографія
Народився у 1977 році, рукоположений у священики 2002-го року. Після завершення студій з теології в Джаково, закінчив Папський Університет Святого Хреста та Папську Церковну Академію в Римі. Має докторський ступінь з канонічного права.
У 2007 році — вступив на дипломатичну службу Святого Престолу та працював у Зімбабве.
У 2009 році — Секретар Апостольської Нунціатури в Україні.
У 2011 році — Тимчасовий Повірений у справах Апостольської Нунціатури в Києві
З 2011 року — Другий секретар Апостольскої Нунціатури в Україні.